# Porter Airlines
A Porter Airlines é uma empresa aérea com sede em Toronto, Ontário, Canadá, foi fundada em 2006.
Em 2021 a companhia anunciou um pedido de até 100 Embraer E-195E2 para seu plano de expansão.

## Frota
Em dezembro de 2023:
- Bombardier Dash 8 Q400: 29

| Modelo            | Ativos | Ordens | Passageiros | Observações                      |
| ----------------- | ------ | ------ | ----------- | -------------------------------- |
| Bombardier Dash 8 | 29     |        | 78          |                                  |
| Embraer E-195-E2  | 24     | 50     | 132         | 25 aeronaves em direito de opção |

## Destinos
| País   | Estado           | Cidade      | Aeroporto                                                      | Notas |
| ------ | ---------------- | ----------- | -------------------------------------------------------------- | ----- |
| Canadá | Alberta          | Calgari     | Calgary International Airport                                  |       |
| Canadá | Alberta          | Edmonton    | Edmonton International Airport                                 |       |
| Canadá | British Columbia | Vancouver   | Aeroporto Internacional de Vancouver                           |       |
| Canadá | British Columbia | Victoria    | Aeroporto Internacional de Vitória (Canadá)                    |       |
| Canadá | Manitoba         | Winnipeg    | Aeroporto Internacional de Winnipeg James Armstrong Richardson |       |
| Canadá | New Brunswick    | Fredericton | Aeroporto Internacional de Fredericton                         |       |
| Canadá | New Brunswick    | Moncton     | Aeroporto Internacional Greater Moncton Roméo LeBlanc          |       |